# Darkest Hour (альбом Clan of Xymox)
«Darkest Hour» (рус., буквально: «Мрачнющий час» или более литературно: «Мрачнейший час») — тринадцатый студийный альбом группы Clan of Xymox, выпущенный в 2011 году немецким лейблом Trisol.

## Об альбоме
В музыкальном аспекте альбом остался верен традиционному дарквейву, типичному для Clan of Xymox — густой «синтетический» слой синтезаторов поверх монотонных драм-машин с плотным пульсирующим басом, изредка разбавляемых электрическими гитарами.
В лирической части Моорингс предаётся отчаянной меланхолии, говорит об одиночестве и потерянности людей в XXI веке (Dream Of Fools, My Reality, Delete), циничном безразличии и потребительству в отношениях (She Did Not Answer, My Chicane).
Онлайн-издательство Bandcamp высоко оценило данный альбом, отметив неизменный фирменный меланхоличный саунд Clan of Xymox, несмотря на стилистические искания и эксперименты:
«Начиная с танцевальных „She Did Not Answer“ и „Delete“, навязчивых „Deep Down I Died“ и атмосферных „In Your Arms Again“, «Darkest Hour» выделяется в общей и без того впечатляющей дискографии Clan of Xymox.»
В чартах журнала Gothic Era, независимого британского фензина по тёмной сцене, публикующего ежемесячную/ежегодную статистику чартов, альбом занял 6-е место в TOP 20 среди готических релизов 2011 года.

## Список композиций
1. My Reality	5:12
2. Delete	5:21
3. My Chicane	4:14
4. Dream Of Fools	5:46
5. Deep Down I Died	4:44
6. In Your Arms Again	7:23
7. She Did Not Answer	5:07
8. Tears Ago	4:07
9. The Darkest Hour	4:47
10. Wake Up My Darling	5:01[1]

## Производство
- Рони Моорингс - лирика, вокал, гитары, клавишные
- Мойка Зугна - обложка, художественное оформление
- Стив Ласкардис (Steve Laskardies) - мастеринг[1]